# NGC 2645
NGC 2645 je otvoreni skup u zviježđu Jedru. 

## Vanjske poveznice
- SEDS: NGC 2645